# Francesco Guglielmino
Francesco Guglielmino (Aci Catena, 8 marzo 1872 – Catania, 25 febbraio 1956) è stato un poeta, latinista e critico letterario italiano.

## Biografia
Figlio di Mario e Giuseppa Leonardi, ha studiato nel liceo ginnasio e nell'Università di Catania, presso la quale si è laureato nel 1895 con una tesi su Lucrezio.
Sposatosi nel 1896 con Venera De Gaetano, ebbe tre figli.

## Carriera
È stato docente universitario di letteratura greca presso l'università di Catania dal 1932 al 1946, è stato inoltre poeta in siciliano e critico letterario. Ha svolto un'intensa attività come conferenziere, traduttore, commentatore di numerosi testi in lingua latina, greca e tedesca. Nel corso degli anni Trenta, ha realizzato con altri collaboratori, quali Emanuele Rapisarda, Liborio Santangelo e Domenico Magri, alcune antologie di letteratura latina per i vari indirizzi e gradi della scuola: Roma fulgens, Romulea gens, Italae vires, Roma parens.
Risale al 1922 la pubblicazione di una raccolta di poesie dal titolo Ciuri di strata, che lo ha fatto conoscere come poeta romantico in lingua siciliana.

## Opere (parziale)
- Le similitudini nel poema di Tito Lucrezio Caro, Acireale, Tipografia Donzuso, 1896
- L'iteratio nell'Eneide, Catania, Battiato, 1901
- L'oratore; saggio di traduzione, (Marco Tullio Cicerone), Catania, C. Battiato Editore, 1901
- L'origine delle cose e la natura dell'anima in Euripide, <S.l. : s.n., 1906?>
- Il sole nella lirica del Carducci, Roma, Tipografia dell'Unione Cooperativa Editrice, 1908
- Arte e artefizio nel dramma greco, Catania, Francesco Battiato, 1912
- Ardimenti classici e aberrazioni futuristiche, Napoli, F. Perrella, 1918
- Ciuri di strata, con prefazione di Federico De Roberto, Catania, F. Battiato, 1922; nuova edizione con note introduttive di Federico De Roberto, Vitaliano Brancati, Leonardo Sciascia, Palermo, Sellerio, 1978
- Phormio (di Publio Terenzio Afro), commentato da Francesco Guglielmino, Firenze, G. C. Sansoni, 1922
- Caratteri estetici dei principali poeti latini, con Enrico Aguglia, Napoli, F. Perrella
- I lirici latini, a cura di Francesco Guglielmino, Napoli, F. Perrella
- Quel che Pindaro sentiva di sé, Firenze, tip. E. Ariani, 1927
- Odissea. Libro ventesimo, introduzione e commento, Milano, C. Signorelli, 1928
- La parodia nella commedia greca antica, Catania, Studio editoriale moderno, 1928
- I misteri greci dell'età classica, (di Otto Kern) traduzione, Catania, Studio editoriale moderno, 1931
- Il ratto di Proserpina; La guerra contro i Goti  di Claudio Claudiano; versione di Franc. Guglielmino, Villasanta, Società anonima Notari : [poi] Istituto editoriale italiano, 1931
- Preconcetti teorici e realismo in Platone, Catania, Studio editoriale moderno, 1936
- Il Teatro di Ibsen, conferenza, Catania, Off. Graf. Moderna Impegnoso e Pulvirenti, 1936
- Il pensiero del Meli nel "Don Chischiotti", Palermo, Palumbo, 1941
- Poeti della commedia attica antica, Catania, G. Crisafulli, 1945
- Claudiani carmina, Milano, Garzanti, 1946
- Odissea: libro ventunesimo, introduzione e commento, Milano, Signorelli, 1946
- Il nucleo lirico nella poesia di Mario Rapisardi, Catania, Università di Catania. Biblioteca della Facoltà di Lettere e Filosofia, 1946

## Antologia
- Poesia dialettale del Novecento, a cura di Mario Dell'Arco e Pier Paolo Pasolini; introduzione di Pier Paolo Pasolini; prefazione di Giovanni Tesio, Torino, Einaudi, 1995